# Niguldipin
Niguldipin je blokator kalcijumovog kanala i antagonist a1-adrenergičkog receptora.